# Dasella brucei
Dasella brucei är en kräftdjursart som beskrevs av Berggren 1990. Dasella brucei ingår i släktet Dasella och familjen Palaemonidae. Inga underarter finns listade i Catalogue of Life.